# Amphiura iraciae
Amphiura iraciae is een slangster uit de familie Amphiuridae.
De wetenschappelijke naam van de soort werd in 1976 gepubliceerd door Luiz Roberto Tommasi & Elizabeth de Oliveira.